# Borya constricta
Borya constricta är en enhjärtbladig växtart som beskrevs av David Maughan Churchill. Borya constricta ingår i släktet Borya och familjen Boryaceae. Inga underarter finns listade i Catalogue of Life.